# Annette Widmann-Mauz

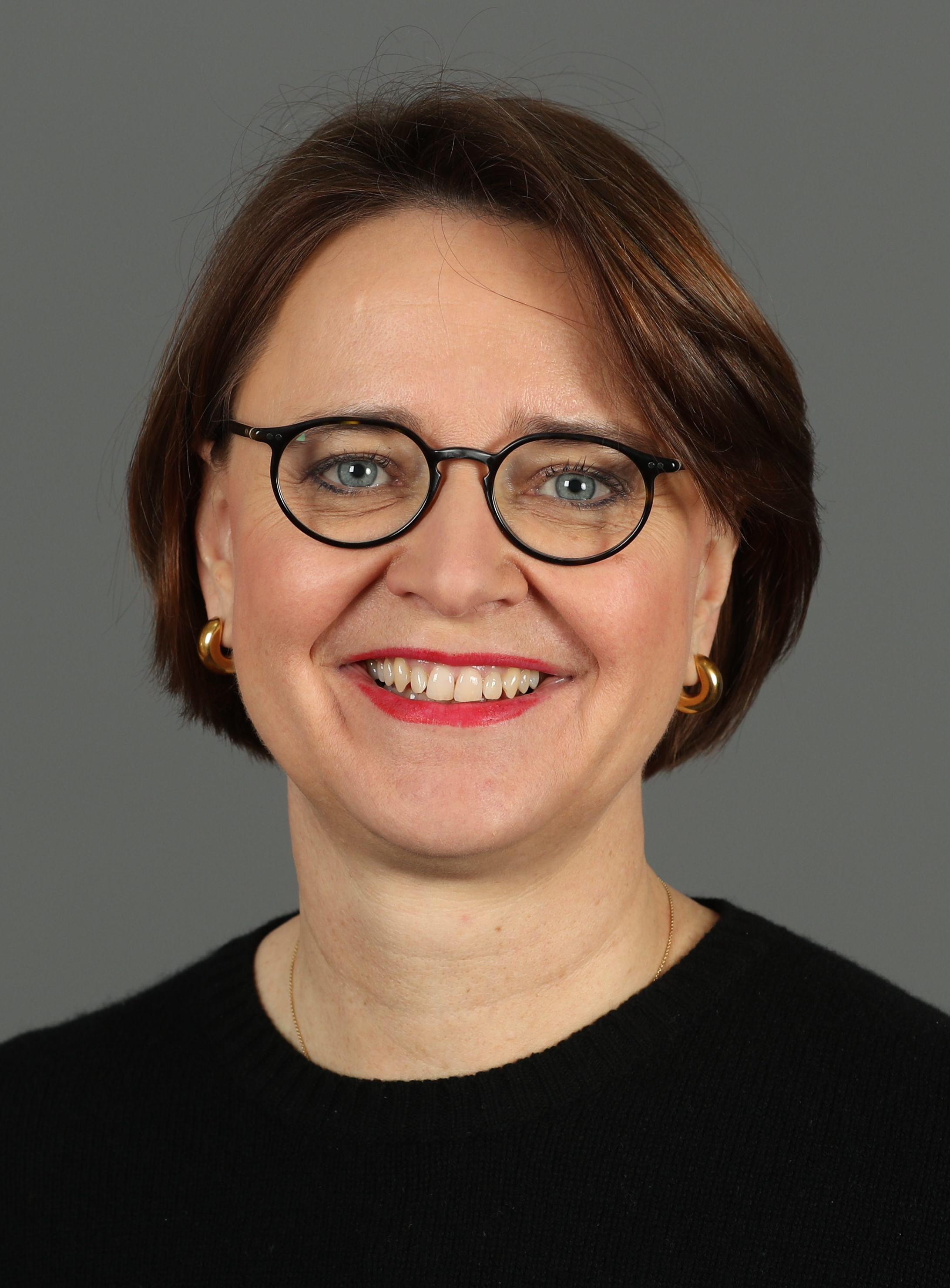
Annette Widmann-Mauz (2020)

Annette Widmann-Mauz (geb. Widmann; * 13. Juni 1966 in Tübingen) ist eine deutsche Politikerin (CDU). Sie gehörte von 1998 bis 2025 dem Deutschen Bundestag an. Ab 2009 war sie Parlamentarische Staatssekretärin beim Bundesminister für Gesundheit im Kabinett Merkel II und Kabinett Merkel III, von 2018 bis 2021 Staatsministerin bei der Bundeskanzlerin sowie Beauftragte der Bundesregierung für Migration, Flüchtlinge und Integration im Kabinett Merkel IV. Von 2015 bis 2025 war sie Bundesvorsitzende der Frauen-Union der CDU Deutschlands und gehörte in dieser Funktion dem Bundesvorstand der CDU Deutschlands an.

## Herkunft und Jugend
Annette Widmann-Mauz wurde in Tübingen geboren und wuchs in Balingen auf. Nach dem Abitur am Gymnasium Balingen studierte Annette Widmann-Mauz acht Jahre Politik- und Rechtswissenschaften an der Eberhard Karls Universität Tübingen, erlangte aber keinen Abschluss. Von 1993 bis 1998 war sie studentische Mitarbeiterin am Projekt European Studies Program (ESP) der Universität Tübingen.
Widmann-Mauz ist römisch-katholischer Konfession und verheiratet.

## Partei

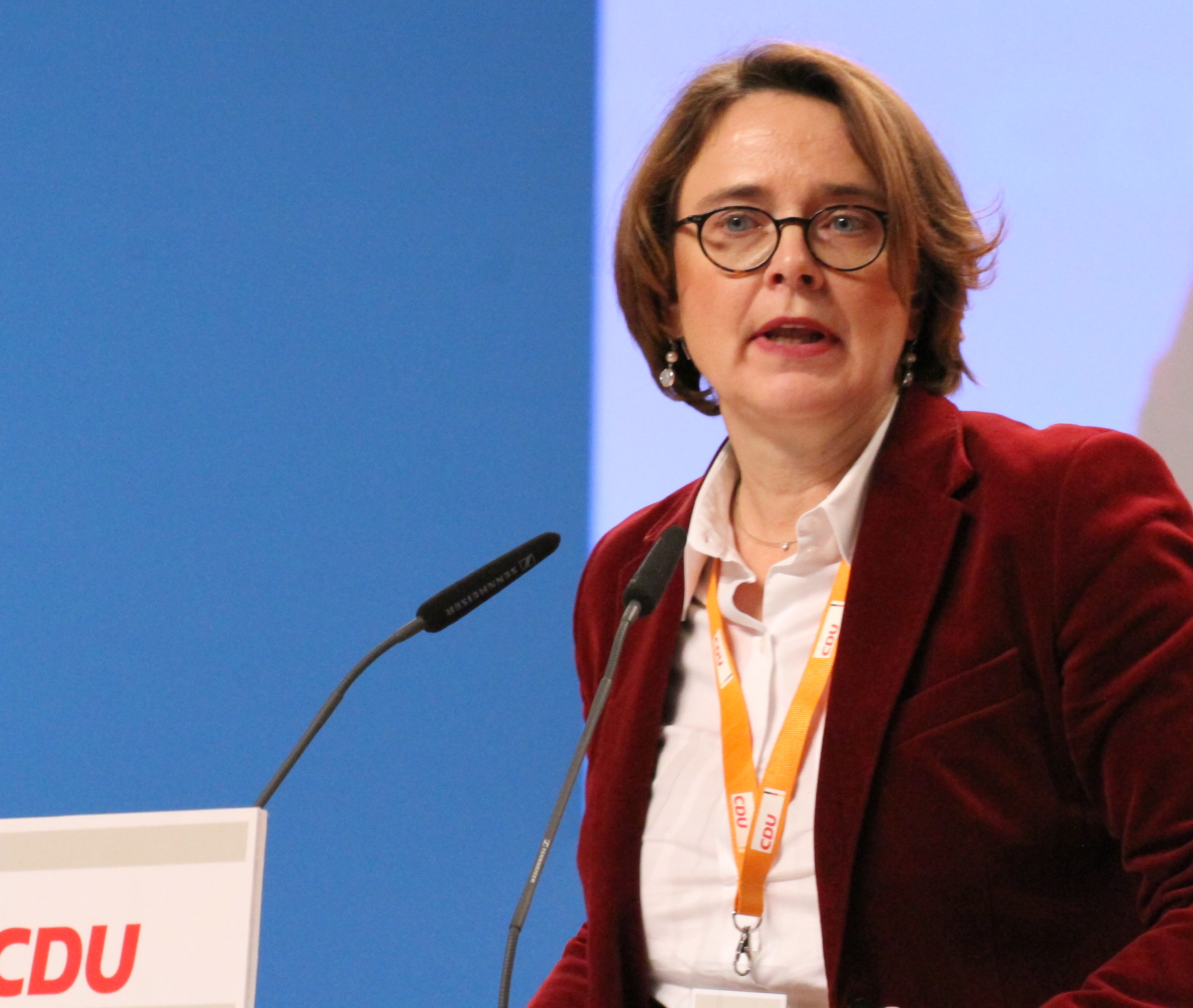
Widmann-Mauz auf dem CDU-Parteitag 2014

1984 wurde Annette Widmann Mitglied der Jungen Union (JU) und der CDU. Von 1985 bis 1989 gehörte sie dem JU-Landesvorstand in Baden-Württemberg an, ab 1986 als stellvertretende Landesvorsitzende.
Von 1985 bis 2005 war sie Mitglied und von 1993 bis 2005 stellvertretende Vorsitzende im Vorstand des CDU-Kreisverbandes Zollernalb. Widmann-Mauz gehörte als gewähltes Mitglied von 1991 bis 2021 dem Landesvorstand der CDU Baden-Württemberg an und war von 2003 bis 2021 stellvertretende CDU-Landesvorsitzende. Zuletzt wurde sie 2019 mit nur 65,9 % wiedergewählt, was als Abstrafung durch die innerparteilichen Konservativen – aufgrund Widmann-Mauz Unterstützung von Annegret Kramp-Karrenbauer gegenüber Friedrich Merz – interpretiert wurde.
Von 1995 bis 2015 war sie Landesvorsitzende der Frauen-Union in Baden-Württemberg und ab 2015 deren Bundesvorsitzende. In dieser Funktion sprach sie sich für ein Sexkaufverbot bei gleichzeitiger Straffreiheit für Prostituierte in Deutschland aus. Sie kündigte im März 2025 an, Ende Mai 2025 nicht mehr zur Wiederwahl als Bundesvorsitzende anzutreten. Im Mai 2025 wurde Nina Warken zu ihrer Nachfolgerin gewählt.
Seit 1999 ist sie auch stellvertretende Vorsitzende des CDU-Bundesfachausschusses Frauenpolitik.
Auf dem 25. Bundesparteitag der CDU Deutschlands am 3. Dezember 2012 wurde sie mit 80,84 % als Mitglied des CDU-Bundesvorstandes gewählt. Sie gehörte dem Bundesvorstand von 2012 bis 2022 als gewähltes Mitglied an. Von 2018 bis 2022 war sie gewähltes Mitglied im Präsidium der Partei. Im Zuge der Neuaufstellung der CDU mit Friedrich Merz scheiterte beim Bundesparteitag am 22. Januar 2022 ihre erneute Kandidatur für das Parteipräsidium.

## Abgeordnete und öffentliche Ämter
Widmann-Mauz gehörte von 1999 bis 2009 dem Kreistag des Zollernalbkreises an.
Von 1998 bis 2025 war sie Mitglied des Deutschen Bundestages. Hier gehörte sie von 2000 bis 2009 dem Vorstand der CDU/CSU-Bundestagsfraktion an. Von 2000 bis 2005 war sie Vorsitzende der Gruppe der Frauen der CDU/CSU-Fraktion und daneben von 2001 bis 2002 Fraktionsbeauftragte für Verbraucherschutz und Lebensmittelsicherheit.
Von 2002 bis 2009 war Annette Widmann-Mauz gesundheitspolitische Sprecherin und seit dem 29. November 2005 auch Vorsitzende der Arbeitsgruppe Gesundheit der CDU/CSU-Bundestagsfraktion.
Annette Widmann-Mauz wurde 1998 über die Landesliste Baden-Württemberg und seit 2002 stets als direkt gewählte Abgeordnete des Wahlkreises Tübingen in den Bundestag gewählt. Bei der Bundestagswahl 2013 erhielt sie hier 46,9 % der Erststimmen nach 38,9 % bei der Bundestagswahl 2009. Auch 2017 und 2021 zog sie mit Ergebnissen von 35,7 % bzw. 27,0 % jeweils mit Direktmandat in den Bundestag ein.
Widmann-Mauz ist Mitglied der Europa-Union Parlamentariergruppe Deutscher Bundestag.
Seit 29. Oktober 2009 war Widmann-Mauz Parlamentarische Staatssekretärin im Bundesministerium für Gesundheit (Kabinett Merkel II, Kabinett Merkel III). 2018 wurde sie zur Staatsministerin für Migration, Flüchtlinge und Integration im Kanzleramt im Kabinett Merkel IV ernannt. In dieser Position folgt sie auf die SPD-Politikerin Aydan Özoğuz. Zuvor war Widmann-Mauz als mögliche Gesundheitsministerin gehandelt worden; diesen Ministerposten erhielt jedoch Jens Spahn (CDU). Nach dem Amtsantritt der Bundesregierung unter Bundeskanzler Olaf Scholz schied Widmann-Mauz am 8. November 2021 aus dem Amt der Staatsministerin und Beauftragten für Migration, Flüchtlinge und Integration. Von 2021 bis 2025 war sie ordentliches Mitglied im Auswärtigen Ausschuss und Mitglied im Ausschuss für Kultur und Medien.
Als am 31. Januar 2025 im Bundestag über das Zustrombegrenzungsgesetz abgestimmt wurde, gehörte sie zu den zwölf CDU-Abgeordneten, die ihrer Fraktion nicht folgten, sondern der Abstimmung fernblieben. Bei der Bundestagswahl 2025 kandidierte sie nicht mehr.

## Ehrenämter
Widmann-Mauz ist Schirmherrin der Initiative Kinder brauchen Frieden e. V., Hechingen, des Arche Noah – Förderverein Betreutes Wohnen dauerbeatmeter Kinder e. V., Tübingen, des Bundesverbandes Niere e. V., Berlin, sowie von ZERVITA e. V., Tübingen. Sie ist Mitglied der Irma-West-Gemeinschaft e. V., Hechingen, des Fördervereins Schwäbischer Dialekt e. V., Tübingen, der Eugen-Bolz-Stiftung e. V., Rottenburg, von donum vitae e. V., Bonn, sowie von Ein Hospiz für Tübingen e. V. (Stand 2017)
Widmann-Mauz war Schirmherrin des Weltärztekongresses Homöopathie 2017 und beantwortete eine kritische Anfrage des Informationsnetzwerks Homöopathie zu ihrer Schirmherrschaft für diese Veranstaltung mit dem Verweis auf den Stellenwert des „wissenschaftlichen Diskurs[es] in der Gesundheitsversorgung“.

## Kritik
Im August 2008 berichtete das Nachrichtenmagazin Der Spiegel, dass Annette Widmann-Mauz zusammen mit weiteren Bundestagsabgeordneten, namentlich Martina Bunge (Die Linke) als Delegationsleiterin, Hubert Hüppe (CDU), Carola Reimann (SPD), Margrit Spielmann (SPD), Konrad Schily (FDP) und Birgitt Bender (Bündnis 90/Die Grünen), aus dem Gesundheitsausschuss im Mai 2008 auf einer Dienstreise nach Kanada und Kalifornien hauptsächlich Freizeitbeschäftigungen nachgegangen seien. Grundlage des Artikels, den weitere namhaften Zeitungen aufgriffen , sei ein „Brandbrief“ des deutschen Generalkonsuls von San Francisco, Rolf Schütte, an das Auswärtige Amt, in dem dieser sich über das Verhalten der Abgeordneten beschwert. Weiterhin hätten die Parlamentarier zwei US-amerikanischen Ausschussvorsitzenden kurzfristig eine Absage erteilt und stattdessen San Francisco besichtigt. Zur Begründung hierfür gab Annette Widmann-Mauz an, dass der Delegation nur Gespräche mit den Mitarbeitern von Abgeordneten zugesichert worden seien. Die Delegation habe aber Wert auf „gleiche Augenhöhe“ gelegt. In einer gemeinsamen Erklärung wiesen die Reiseteilnehmer die Darstellung zurück. Die Mitglieder hätten sich korrekt und angemessen verhalten, der Artikel stelle Tatsachen verzerrend und tendenziös dar. Juristisch ging man erfolglos gegen die Darstellung vor.
Im Dezember 2018 verwendete Widmann-Mauz in ihrer Funktion als Integrationsbeauftragte der Bundesregierung offizielle Weihnachtskarten, in denen das Wort „Weihnachten“ weggelassen wurde. Dafür erntete sie heftige Kritik von vielen Seiten, unter anderem auch von Sevim Dagdelen, stellvertretende Fraktionsvorsitzende der Linken und dem Autor Ahmad Mansour, der das fehlende religiöse Selbstbewusstsein kritisierte. Die CDU-Abgeordnete Sylvia Pantel kritisierte, wer eine solche Weihnachtskarte versende, müsse sich „fragen lassen, für welche Werte er steht“. Besonders sorgte für Irritationen, dass Widmann-Mauz mit expliziten Glückwünschen etwa zum jüdischen Lichterfest Chanukka oder zum islamischen Ramadan in der Vergangenheit kein Problem hatte. Später stellte sich heraus, dass die kritisierte Karte speziell für Journalisten bestimmt war und Widmann-Mauz auch eine zweite Karte, die Weihnachtswünsche enthielt, unter anderem an Kollegen im Bundestag, Freunde in der CDU, Kirchen und Religionsgemeinschaften verschickt hatte.
Die Kurdische Gemeinde Deutschland (KGD) hatte sich über das Fehlen der kurdischen Sprache in der Corona-Warn-App sowie bei Informationen zum Coronavirus auf der Webseite der Bundesbeauftragten für Integration beschwert und stellte eine Diskriminierung gegenüber der zweitgrößten Migrantengruppe in Deutschland fest. Dafür wurde Widmann-Mauz als Beauftragte der Bundesregierung für Migration, Flüchtlinge und Integration verantwortlich gemacht. Ihre Begründung, dass Kurdinnen und Kurden auch der arabischen, türkischen und persischen Sprache mächtig seien, empfand die KGD als diskriminierend und herabsetzend.

## Ehrungen
Annette Widmann-Mauz wurde 2023 von Ministerpräsident Winfried Kretschmann mit dem Verdienstorden des Landes Baden-Württemberg ausgezeichnet.